# Uitgeverij Zwijsen
Uitgeverij Zwijsen is een Nederlandse uitgeverij van educatieve methodes, boeken en spelletjes voor peuters, kleuters en basisschoolleerlingen. Monseigneur Joannes Zwijsen stond aan de basis van het bedrijf (oorspronkelijk van de Fraters van Tilburg), door in 1846 de Drukkerij van het R.K. Jongensweeshuis (RKJW) op te richten in Tilburg. Uitgeverij Zwijsen is een uitgever van lesmethodes voor het basisonderwijs en het voortgezet onderwijs. 

## R.K.Jongensweeshuis
De eerste uitgave van de drukkerij van het RKJW komt uit in 1850 en is genaamd Leesboekje voor eerstbeginnende kinderen. Dit is het eerste in een vierdelige serie, die het begin inluidt van een historie van educatieve boeken voor zowel school- als thuisgebruik.  In 1908 wordt de interne opleiding van de Fraters van Tilburg voor frateronderwijzers omgezet in een door het rijk erkende kweekschool.
RKJW brengt in 1927 het eerste Nederlandse Puk en Muk-verhaal uit, geschreven door frater Franciscus van Ostaden.
Het oorspronkelijke gebouw van RKJW brandt in de nacht van 12 op 13 december 1930 af. Daarop wordt een volledig nieuw gebouw opgetrokken. De nieuwe drukkerij wordt in 1933 geopend.

## Uitgeverij Zwijsen
In 1958 wordt de naam veranderd van RKJW in Uitgeverij Zwijsen Tilburg. Dit heeft verschillende redenen. In de jaren vijftig ontstaat een opener houding van katholieken ten opzichte van de moderne samenleving en bovendien komt er vanuit de wetenschap kritiek op de 'normatieve pedagogiek'. Zij zien onderwijs als een autonome wetenschap die los moet staan van theologie. Niet alleen is de naam Rooms Katholiek Jongensweeshuis  daarmee strijdig, maar er bestaat op dat moment ook geen enkele band meer met het oude weeshuis. Verder eist de Katholieke Centrale voor Studie en Research een naamsverandering, anders wil het haar brochures niet bij de drukkerij onderbrengen. De nieuwe naam wordt gekozen aan de hand van de grondlegger, Joannes Zwijsen.
Uitgeverij Zwijsen wordt in 1972 de besloten vennootschap Uitgeverij Zwijsen B.V. Het is dan geen huisdrukkerij meer van de congregatie der Fraters van Tilburg, maar blijft onder leiding staan van frater-directeur L. Wolken. Zwijsen was tot juli 2023 onderdeel van WPG Uitgevers in Amsterdam en behoort sindsdien tot de Klett Groep .
| Naam               | Jaren       |
| ------------------ | ----------- |
| L. Wolken          | 1972 - 1977 |
| Karel van de Pas   | 2002 - 2010 |
| Anneke Blok        | 2010 - 2016 |
| Ludo Stroobants    | 2016 - 2023 |
| Femke van der Lecq | 2023 -      |